# Südliches Weinviertel
Das Südliche Weinviertel ist eine Kleinregion im Städtedreieck Wien–Brünn–Pressburg ungefähr 20 km nordöstlich der Wiener Stadtgrenze.
Es erstreckt sich über das Territorium der den Bezirken Mistelbach und Gänserndorf zugehörigen Gemeinden Auersthal, Bad Pirawarth, Ebenthal, Gaweinstal, Groß-Schweinbarth, Hohenruppersdorf, Matzen-Raggendorf, Prottes, Schönkirchen-Reyersdorf, Spannberg, Sulz im Weinviertel, Velm-Götzendorf und Zistersdorf.
Die Region wird durch die S-Bahn, die Nord Autobahn und die Marchfeld Schnellstraße erschlossen.

## Geschichte
Im „Speckgürtel“ von Wien sagen Prognosen, insbesondere in den gut erschlossenen Gemeinden, einen teilweise starken Bevölkerungsanstieg und damit einen immer stärker werdenden Flächenverbrauch voraus. 2010 bis 2012 haben sich daher die Gemeinden der Kleinregion Südliches Weinviertel dazu entschlossen, ihre Entwicklungsvorstellungen im Bereich der Raumordnung aufeinander abzustimmen. Um auf diese Herausforderungen zeitgerecht reagieren zu können, war die Entwicklung einer vorausschauenden Strategie erforderlich, deren Erarbeitung und Umsetzung durch die Abteilung Raumordnung und Regionalpolitik des Amtes der NÖ Landesregierung gefördert wird.
Getragen und verwaltet wird das Projekt von dem 2003 gegründeten Regionalentwicklungsverein Südliches Weinviertel.

## Die wichtigsten Projekte (Auswahl)
- OMV Erlebnisradweg in Zusammenarbeit mit der OMV
- Museumsdorf Niedersulz
- Waldlehrpfade im Museumsdorf Niedersulz, in Matzen und in Groß-Schweinbarth.